# Torre d'Ambolo
La Torre d'Ambolo, també anomenada Torre del Descobridor, és una torre de guaita situada al cap de la Nau, sobre el penya-segat de la punta d'Ambolo, a 105 msnm, enfront de l'illa del Descobridor, al municipi de Xàbia (Marina Alta). Està declarada Bé d'Interès Cultural.
La va fer construir el 1553 el virrei de València, Bernardino de Cárdenas, Duc de Maqueda, per a defensar la costa de les naus barbaresques, entre el cap de la Nau i la punta de Moraira o cap d'Or.
De planta circular, d'uns 4,6 m de diàmetre, i morfologia troncocònica, amb la base reforçada per quatre esperons piramidals per problemes estructurals, i 8 m d'alçada. Construïda en maçoneria irregular, disposada en filades horitzontals i recollida amb morter de calç i grava de tonalitat blanquinosa.